# Poltavka
Poltavka (in russo Полтавка?) è un insediamento operaio dell'oblast' di Omsk, in Russia, nella parte sud della Siberia Occidentale. È il centro amministrativo del distretto Poltavskij.
Si trova 150 km a sud-ovest di Omsk e a 74 km dalla città più vicina, Isil'kul'.